# Bilistra millari
Bilistra millari är en kräftdjursart som beskrevs av Boris Sket och Bruce 2004. Bilistra millari ingår i släktet Bilistra och familjen klotkräftor. Inga underarter finns listade i Catalogue of Life.